# إيلونا بيريس
إيلونا بيريس (بالمجرية: Béres Ilona) هي ممثلة مجرية، ولدت في 4 يونيو 1942 في Kispest ‏ في المجر. من الجوائز التي نالتها جائزة كوشوت ‏ سنة 2000.

## جوائز
- جائزة كوشوت [الإنجليزية]‏ (2000)

## وصلات خارجية
- إيلونا بيريس على موقع IMDb (الإنجليزية)
- إيلونا بيريس على موقع ديسكوغز (الإنجليزية)
- إيلونا بيريس على موقع قاعدة بيانات الفيلم (الإنجليزية)